# Black Celebration
Black Celebration är Depeche Modes femte studioalbum, utgivet den 17 mars 1986. Singeln "Stripped" blev en stor hit och 1998 en cover av Rammstein. Albumet utgavs som LP, CD och kassett.

## Låtlista
Alla låtar är skrivna och komponerade av Martin Gore, förutom "Black Day" av Gore, Alan Wilder och Daniel Miller, och "Christmas Island" av Gore and Wilder. 
| 1. | Black Celebration             | 4:55 |
| 2. | Fly on the Windscreen – Final | 5:18 |
| 3. | A Question of Lust            | 4:20 |
| 4. | Sometimes                     | 1:53 |
| 5. | It Doesn't Matter Two         | 2:50 |

| 6.           | A Question of Time    | 4:10  |
| 7.           | Stripped              | 4:16  |
| 8.           | Here Is the House     | 4:15  |
| 9.           | World Full of Nothing | 2:50  |
| 10.          | Dressed in Black      | 2:32  |
| 11.          | New Dress             | 3:42  |
| Total längd: | Total längd:          | 41:01 |

| 12.          | Breathing in Fumes               | 6:07  |
| 13.          | But Not Tonight (Extended Remix) | 5:13  |
| 14.          | Black Day                        | 2:36  |
| Total längd: | Total längd:                     | 54:57 |

### Webbkällor
- Raggett, Ned. ”Depehe Mode – Black Celebration”. Allmusic. https://www.allmusic.com/album/black-celebration-mw0000650065. Läst 4 juni 2022.
- ”Depehe Mode – Black Celebration”.  Discogs. https://www.discogs.com/master/17749-Depeche-Mode-Black-Celebration. Läst 4 juni 2022.
- ”Depehe Mode – Black Celebration”. MusicBrainz. https://musicbrainz.org/release/f3afa63c-dd50-4408-8a78-f90ce2afb529. Läst 4 juni 2022.